# Roeien op de Olympische Zomerspelen 1908

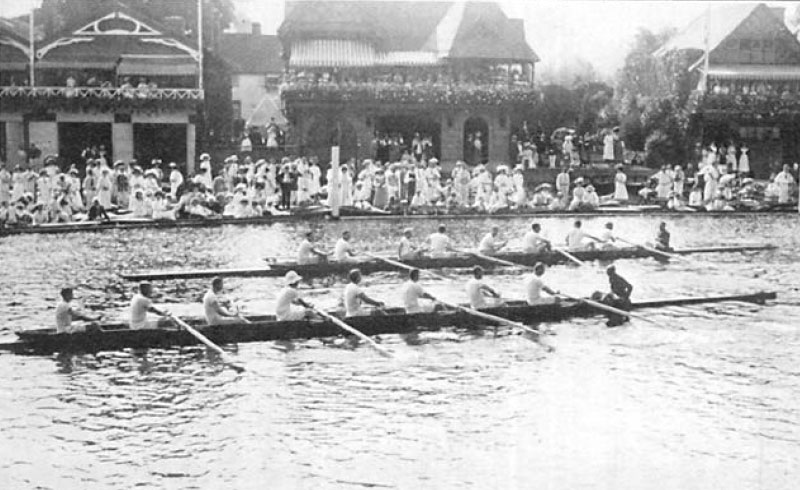
Olympische roeiwedstrijden in 1908

Roeien is een van de sporten die beoefend werden tijdens de Olympische Zomerspelen 1908 in Londen.

## Heren

### skiff
| rang   | sporter              | land | tijd   |
| ------ | -------------------- | ---- | ------ |
| Goud   | Harry Blackstaffe    | GBR  | 9:26.0 |
| Zilver | Alexander McCullough | GBR  |        |
| Brons  | Bernhard von Gaza    | GER  |        |
| Brons  | Károly Levitzky      | HUN  |        |

### twee-zonder-stuurman
| rang   | sporters                        | land | tijd   |
| ------ | ------------------------------- | ---- | ------ |
| Goud   | Reginald Fenning Gordon Thomson | GBR  | 9:41.0 |
| Zilver | George Fairbairn Philip Verdon  | GBR  |        |
| Brons  | Frederick Toms Norwey Jackes    | CAN  |        |
| Brons  | Martin Stahnke Willy Düskow     | GER  |        |

### vier-zonder-stuurman
| rang   | sporters                                                               | land | tijd   |
| ------ | ---------------------------------------------------------------------- | ---- | ------ |
| Goud   | Robert Cudmore James Angus Gillan Duncan Mackinnon Robert Somers-Smith | GBR  | 8:34.0 |
| Zilver | Philip Filleul Harold Barker Reginald Fenning Gordon Thomson           | GBR  |        |
| Brons  | Gordon Balfour Becher Gale Charles Riddy Geoffrey Taylor               | CAN  |        |
| Brons  | Hermannus Höfte Albertus Wielsma Johan Burk Bernardus Croon            | NED  |        |

### acht
| rang   | sporters | land | tijd   |
| ------ | --- | ---- | ------ |
| Goud   | Albert Gladstone Frederick Kelly Banner Johnstone Guy Nickalls Charles Burnell Ronald Sanderson Raymond Etherington-Smith Henry Bucknall Gilchrist Maclagan (stuurman) | GBR  | 7:52.0 |
| Zilver | Oscar Taelman Marcel Morimont Rémy Orban Georges Mys François Vergucht Polydore Veirman Oscar Dessomville Rodolphe Poma Alfred Van Landeghem (stuurman)                | BEL  |        |
| Brons  | Irvine Robertson Joseph Wright Julius Thomson Walter Lewis Gordon Balfour Becher Gale Charles Riddy Geoffrey Taylor Douglas Kertland (stuurman)                        | CAN  |        |
| Brons  | Frank Jerwood Eric Powell Oswald Carver Edward Williams Henry Goldsmith Harold Kitching John Burn Douglas Stuart Richard Boyle (stuurman)                              | GBR  |        |

## Medaillespiegel
| rang   | land             | goud | zilver | brons | totaal |
| ------ | ---------------- | ---- | ------ | ----- | ------ |
| 1      | Groot-Brittannië | 4    | 3      | 1     | 8      |
| 2      | België           | 0    | 1      | 0     | 1      |
| 3      | Canada           | 0    | 0      | 3     | 3      |
| 4      | Duitsland        | 0    | 0      | 2     | 2      |
| 5      | Hongarije        | 0    | 0      | 1     | 1      |
| 5      | Nederland        | 0    | 0      | 1     | 1      |
| totaal | totaal           | 4    | 4      | 8     | 16     |